# Friend or Foe (roman)
Friend or Foe is een Brits kinderboek van Michael Morpurgo uit 1977. Het was het derde boek dat hij schreef. De roman speelt zich af tijdens de Tweede Wereldoorlog, Morpurgo raakte geïnspireerd om het boek te schrijven na het horen van de verhalen van zijn tante over haar betrokkenheid bij de evacuatie van kinderen van haar school tijdens de Tweede Wereldoorlog. In 1982 werd de roman verfilmd tot een Britse onafhankelijke film met dezelfde naam en in 2011 werd het verhaal door Daniel Buckroyd bewerkt tot een toneelstuk.

## Verhaal

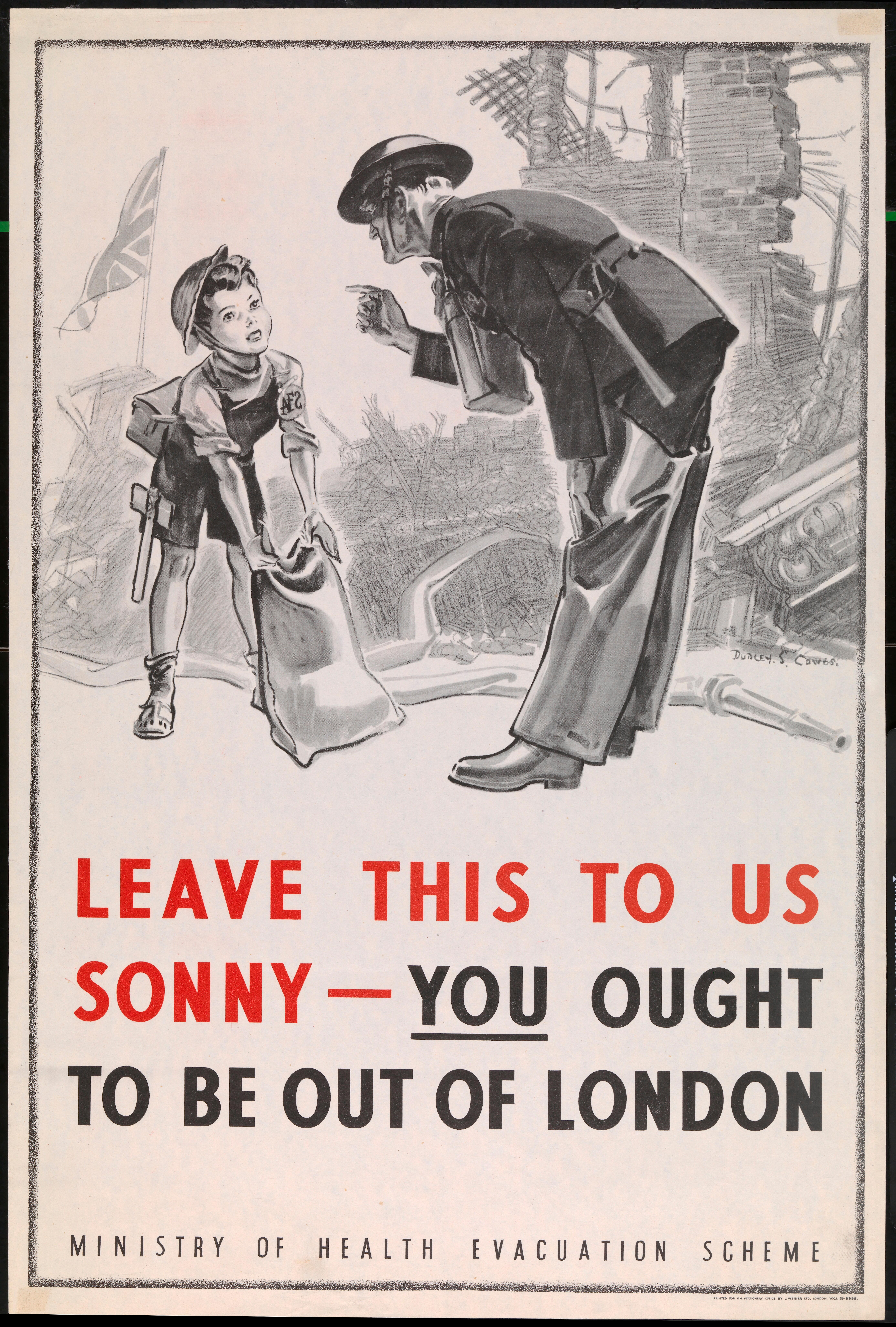
Een affiche voor het evacuatieprogramma in de Londense metro.

In 1940 worden beste vrienden David en Tucky samen met hun schoolkameraden geëvacueerd van Londen naar Devon om aan de Blitz te ontsnappen. Nadat ze met de nodige traantjes afscheid genomen hebben van hun moeders worden ze met niets anders dan hun koffers en een paar vreemd uitziende gasmaskers snel naar de metro gebracht en reizen ze van Islington naar Paddington Station, waar ze naambordjes krijgen om te dragen. Na een lange vertraging stappen de jongens en hun schoolkameraden in de trein naar Exeter en vervolgens in een autobus die hen naar hun eindbestemming brengt: een klein dorpje waar ze zullen verblijven totdat het veilig is om terug te keren naar Londen.
Bij hun aankomst worden ze naar de dorpszaal gebracht waar ze iets te eten krijgen. Daarna beginnen de dorpsbewoners te arriveren, die de kinderen inspecteren en er één uitkiezen om mee naar huis te nemen. Na een tijdje zijn David en Tucky de enigen die overblijven en beginnen zich zorgen te maken dat ze nergens heen kunnen. Net op dat moment arriveren een boer en zijn vrouw. De man beslist om hen niet uit elkaar te halen en neemt hen beiden mee. Ze wennen snel aan hun nieuwe leven op de boerderij en helpen met de klusjes, vergezeld door hun nieuwe vriend, Jip de herdershond.
Op een nacht, wanneer ze alleen op de boerderij zijn, zijn de jongens getuige van een Duitse vliegtuigcrash op de heide vlakbij de boerderij. Ze melden hun waarnemingen aan de lokale autoriteiten, die een zoektocht starten en niets vinden dat hun bewering staaft. De jongens worden uitgelachen en aangezien voor leugenaars die het verhaal verzinnen om niet naar school te hoeven. Dus gaan David en Tucky zelf op zoek om hun gelijk te bewijzen. Wanneer ze na een dag vruchteloos zoeken weer naar huis keren, glijdt David uit en valt in een rivier waar hij door de stroming wordt meegesleurd. Uit het niets verschijnt plotseling een hand die hem uit het water tilt. Zijn redder blijkt een van de Duitse piloten te zijn die zich sinds de crash van hun vliegtuig schuilhoudt in de heide. Vlakbij is zijn metgezel, die gewond raakte bij de crash en erg zwak is.
Na een korte kennismaking vragen de soldaten de jongens om eten en dekens, maar David is huiverig om de vijand te helpen. Wanneer Tucky hem erop wijst dat een van hen zijn leven heeft gered, besluiten ze om de piloten toch te helpen. De jongens blijven de piloten bezoeken en opnieuw vragen de mannen om eten. Ze vertellen de jongens dat dit de laatste keer is, omdat ze zullen proberen te ontsnappen door naar zee te gaan. Na aankomst met hun tweede levering voedsel hebben de soldaten een verrassend verzoek. De gewonde soldaat is niet in staat om te reizen, dus vragen ze om  hem mee te nemen naar de boerderij als gevangene, en de andere zal zoals gepland ontsnappen. De jongens stemmen toe en nemen hem mee terug. Hij wordt overgedragen aan de autoriteiten en de jongens worden als helden gevierd. Uiteindelijk keren de jongens terug naar Londen, naar hun families. Later, als volwassenen, keren ze nog steeds terug naar de boerderij om het echtpaar te bezoeken dat hen heeft opgevangen.

## Achtergrond

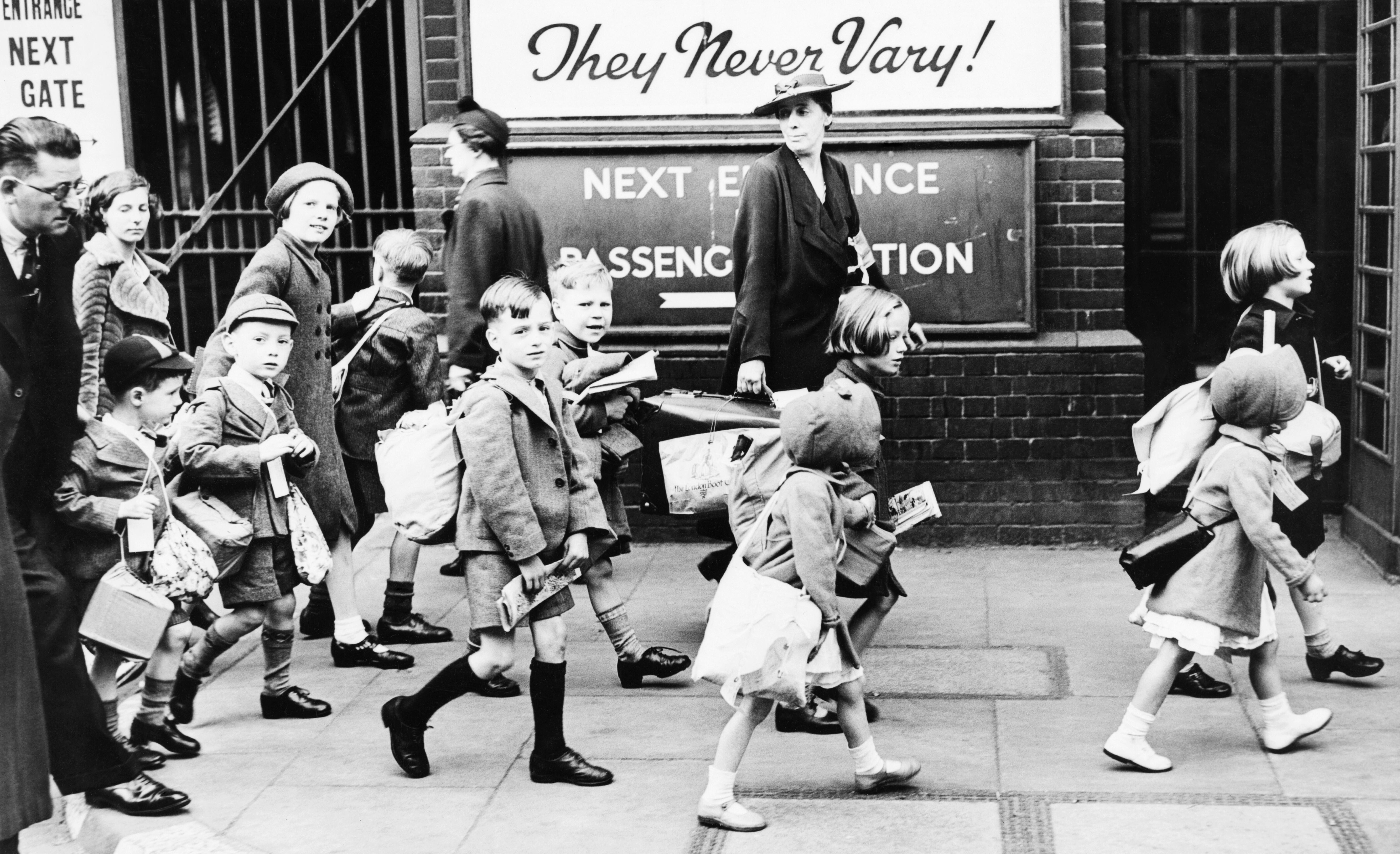
Schoolkinderen in 1940 op weg naar een trein die hen evacueert uit Londen.

Morpurgo zei dat hij geïnspireerd werd om het verhaal te schrijven door zijn tante, die als lerares ten tijde van de Tweede Wereldoorlog zelf verantwoordelijk was voor de evacuatie van de kinderen op haar school. Morpurgo herinnert zich hoe zijn tante hem vertelde over de "bijna-veiling" van de kinderen op het podium van de dorpszaal en dat er niet genoeg boeren en dorpelingen waren om voor alle kinderen te zorgen, en hoe overstuur ze was. In 2009 zei Morpurgo dat hij "in de verleiding kwam het verhaal te herschrijven", omdat hij het destijds, aangezien dit pas zijn derde boek was, "te vroeg had geschreven; ik wist niet hoe ik verhalen moest vertellen. Het belang van de atmosfeer - de lucht kunnen ruiken en de modder kunnen voelen."

## Verfilming
In 1982 werd de roman verfilmd tot een gelijknamige Britse onafhankelijke film, geschreven en geregisseerd door John Krish. De film werd geproduceerd door Gordon Scott voor de Children's Film Foundation en werd in april 1982 in de bioscoop uitgebracht. De hoofdrollen worden vertolkt door John Bardon, Stacey Tendeter, Valerie Lush, Edward Burnham, Prentis Hancock en Stephen Bent. Morpurgo zei dat de Children's Film Foundation hem aanvankelijk benaderde om het scenario voor de verfilming te schrijven, maar dat hij het aanbod afwees omdat hij eigenlijk niets wist over het schrijven van een scenario. Hij herinnerde zich dat hij, toen de film uitkwam, "natuurlijk dolblij was om daar in een bioscoop te zitten en mijn verhaal voor me te zien ontvouwen; het was een bescheiden film, goed geacteerd, en hij deed het behoorlijk goed".

## Toneelstuk
In 2011 werd de roman bewerkt tot een toneelstuk door Daniel Buckroyd, die ook de regie voerde. Het stuk had Mathew Hamper als Tucky en Paul Sandys als David. In haar vijfsterrenrecensie voor WhatsOnStage schreef Anne Priestman dat "het jonge publiek bij de première in Watford meteen gegrepen werd door het verhaal" en dat "zowel Hamper als Sandys uitstekend zijn als de jongens". In 2014 werd een nieuwe bewerking opgevoerd in het Mercury Theatre in Colchester. Daarin speelde Séan Aydon als Tucky en Jake Davies als David. Sam Marlowe schreef in The Times dat Aydon en Davies "een enorm aantrekkelijk duo vormen en dat het de details in hun interactie zijn die de enscenering tot leven brengen".